# Dzień Milczenia

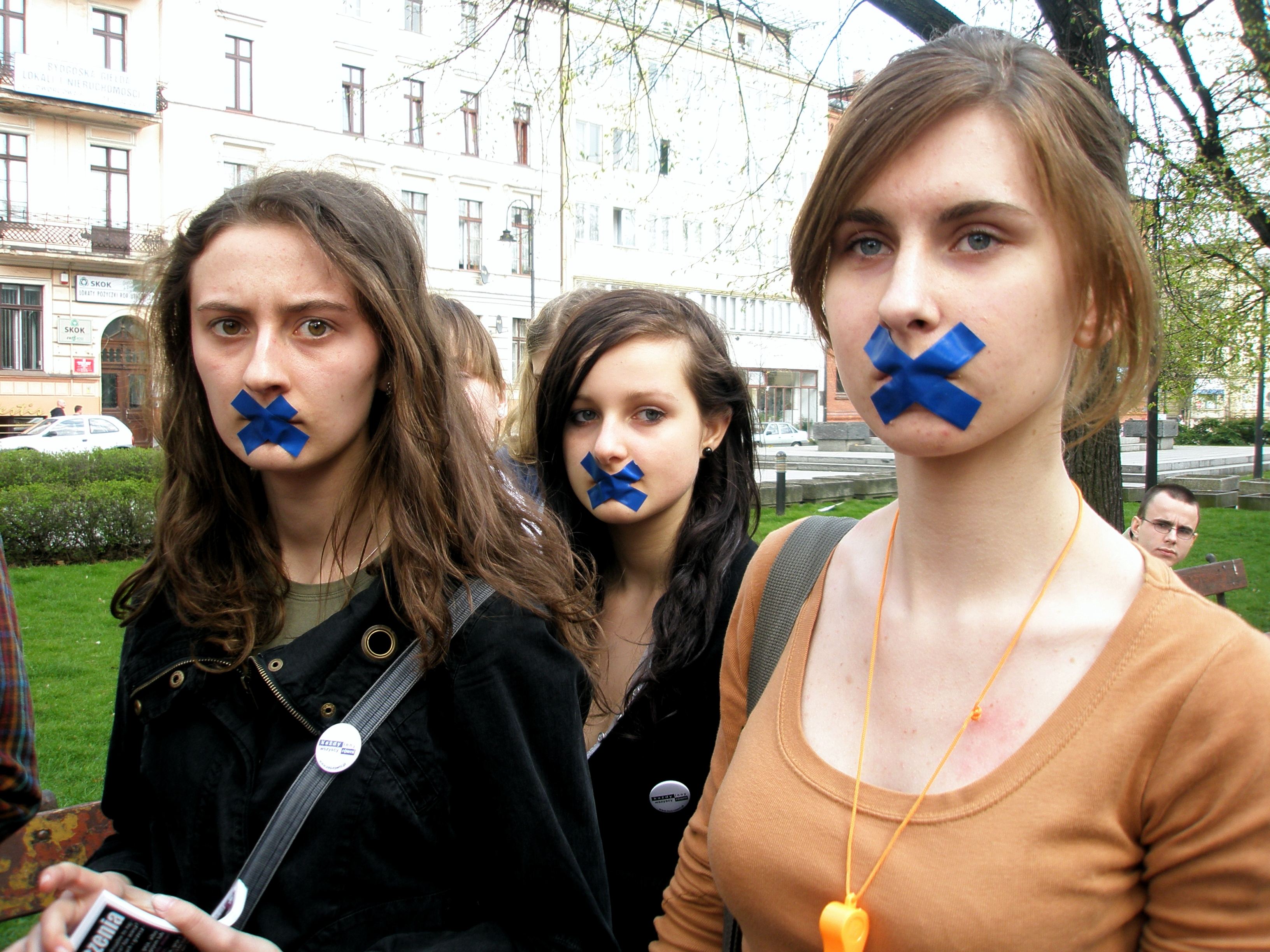
Dzień Milczenia 2008 w Bydgoszczy

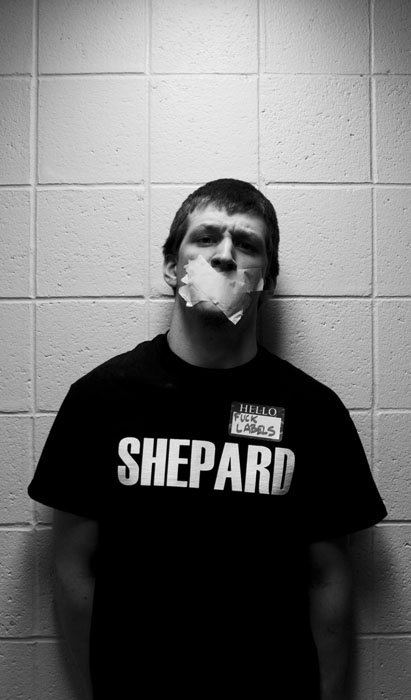
Uczestnik Dnia Milczenia z USA w 2007 roku z koszulką przypominającą o morderstwie Matthew Sheparda

Dzień Milczenia (ang. Day of Silence, DoS) – coroczne wydarzenie z udziałem młodzieży szkolnej i uniwersyteckiej oraz nauczycieli przeciwko homofobii w szkołach. Uczestnicy akcji – uczniowie i studenci – składają jednodniowe śluby milczenia, co ma w sposób symboliczny wyrażać ciszę, na jaką są skazani geje, lesbijki, osoby biseksualne i transpłciowe.
W Polsce podobne wydarzenia zaczęto organizować w 2006 roku i mają one częściowo inny przebieg. Młodzi ludzie ustawiają się w centrach największych miast z zaklejonymi ustami i wręczają przechodniom ulotki wyjaśniające, jaki jest cel akcji i jej motywy. Po pewnym czasie uczestnicy przerywają milczenie przy użyciu gwizdków i megafonów.

## Historia
Pierwszy Day of Silence miał miejsce w University of Virginia w Stanach Zjednoczonych w 1996 roku. Wzięło w nim udział 150 studentów. Rok później inicjatywa przeniosła się na 100 innych uniwersytetów w USA. W 2001 roku oficjalnym organizatorem wydarzenia została organizacja GLSEN. W 2006 roku, według jej szacunków, ponad 450 tys. studentów i uczniów w ponad 4000 placówkach edukacyjnych brało udział w Day of Silence. Zdaniem organizacji Day of Silence jest największym wydarzeniem studenckim dotyczących kwestii LGBT w USA.

## Dzień Milczenia w Polsce

### 2006
Akcja została zorganizowana w Polsce po raz pierwszy w 2006 roku, dziesięć lat po zainicjowaniu DoS w Stanach Zjednoczonych.

### 2007
Dzień Milczenia 2007 odbył się 22 kwietnia w ramach kampanii Rady Europy – „Każdy inny – wszyscy równi”. Do Torunia dołączyły dwa kolejne miasta – Lublin i Łódź.

### 2008
Dzień Milczenia 2008, który miał miejsce 25 kwietnia, został poświęcony pamięci Lawrence’a Kinga, który 12 lutego 2008 roku został zastrzelony w swojej szkole z powodu orientacji seksualnej.
W ramach kampanii Rady Europy „Każdy inny – wszyscy równi”, pod patronatem Amnesty International i Kampanii Przeciw Homofobii Dzień Milczenia zorganizowano 25 kwietnia w dziewięciu polskich miastach: Bydgoszczy, Katowicach, Krakowie, Lublinie, Łodzi, Szczecinie, Toruniu, Trójmieście i Warszawie.

### 2009
W 2009 polski Dzień Milczenia zaplanowano zorganizowanie w dziewiętnastą rocznicę wykreślenia homoseksualizmu z listy chorób i zaburzeń Światowej Organizacji Zdrowia – 17 maja, w siedmiu miastach: Białymstoku, Bydgoszczy, Lublinie, Łodzi, Szczecinie, Toruniu i Warszawie. W tym samym roku podobna manifestacja miała miejsce we Wrocławiu.

## Sprzeciw
W 2005 roku organizacja Alliance Defending Fund, uznawana przez Southern Poverty Law Center za ekstremistyczną grupę nienawiści anty-LGBTQ, zaczęła sponsorować coroczny protest pod nazwą Dzień Prawdy będący odpowiedzą na Dzień Milczenia.
Inne konserwatywne organizacje, między innymi Concerned Women for America, sprzeciwiły się w 2008 r. Dniu Milczenia, tworząc koalicję nakłaniającą rodziców by w tym dniu zatrzymywali dzieci w domu, jeśli uczniowie w danej szkole uczestniczą w tej inicjatywie.
W kwietniu 2010 roku, w opozycji do Dnia Milczenia kilku uczniów w Laingsburg High School w Laingsburg nosiło koszulki z napisem "Straight Pride" na przedniej stronie i odniesieniem do tekstu Księgi Kapłańskiej 20, 13 na odwrocie, który określa zachowania homoseksualne jako obrzydliwe i przewiduje za nie karę śmierci. Taki sam protest odbył się również w okręgach szkolnych St. Johns i Bath
W 2011 roku organizacja Focus on the Family przejęła wydarzenie Dzień Prawdy i przemianowała je na Dzień Dialogu. Od 2012 roku, strona internetowa Dnia Dialogu tak opisywała tą inicjatywę: "Teraz szczyci się nową nazwą, jednocześnie zachowując ten sam cel, który zawsze miał od momentu powstania - zachęcanie do szczerej i pełnej szacunku rozmowy wśród studentów na temat Bożego projektu dla seksualności.".